# آلبوم بهترین‌ها
آلبوم بهترین‌ها (به انگلیسی: greatest hits album or best-of album) نوعی آلبوم گردآوری‌شده است که شامل مجموعه‌ای از آهنگ‌های محبوب و موفق تجاری یک هنرمند یا گروه خاص در طول دوران حرفه‌ای آن‌ها است. در حالی که این آلبوم‌ها معمولاً با تأیید و حمایت هنرمند منتشر می‌شوند، گاهی شرکت‌های موسیقی بدون اجازهٔ مستقیم هنرمند برای افزایش فروش آن‌ها را تولید می‌کنند. این آلبوم‌ها معمولاً برای طرفداران جدید هنرمند نقطه شروع خوبی هستند، اما بعضی از طرفداران قدیمی به دلیل این که ممکن است شامل تمام آثار مهم یا لازم نباشند، آن‌ها را مورد انتقاد قرار می‌دهند.
آلبوم‌های بهترین‌ها معمولاً شامل ضبط‌های جدید، ریمیکس‌ها یا نسخه‌های جایگزین منتشرنشده از آهنگ‌های موفق هستند، به‌علاوه ممکن است آهنگ‌های جدید به عنوان قطعات اضافی برای جذب طرفداران قدیمی‌تر که ممکن است قبلاً آهنگ‌های اصلی را داشته باشند، به آلبوم اضافه شوند. گاهی این آلبوم‌ها اولین بار یک تک‌آهنگ موفق را معرفی می‌کنند که قبلاً در هیچ آلبوم استودیویی منتشر نشده است. این آلبوم‌ها معمولاً پس از پایان قرارداد هنرمند یا گروه با یک شرکت ضبط بزرگ، زمانی که هنرمند کنار گذاشته شده یا فوت کرده باشد منتشر می‌شوند و پس از آن آثار بعدی تحت لیبل‌های جدید منتشر خواهند شد.